# Martin (prénom)
Cette page présente le prénom Martin ainsi que ses variantes.
Pour les articles homonymes, voir Martin.
Martin est un prénom français, nom de baptême popularisé par la renommée de Martin de Tours. Martin est aussi utilisé comme pseudonyme. 
Le prénom est devenu le nom de famille le plus répandu en France : Martin.

## Étymologie
Martin est un prénom théophore qui procède du nom propre latin Martinus, dérivé en -inus de l'adjectif martius « (relatif à), de Mars », Mars étant à la fois le dieu de la guerre et de la fertilité des sols. Cette racine se retrouve dans l'adjectif français martial, -aux, formation savante, ainsi que dans le prénom Martial.
Il est donc d'origine latine, issu du cognomen romain Martinus, lui-même dérivé du nom du dieu romain de la guerre (mais aussi de la fertilité) Mars, radical Mart-.
Martin est le nom de famille le plus porté dans l'ensemble de la France. Avec environ 230 000 personnes portant ce patronyme, ce nom doit son succès à Martin de Tours (mort en 397).
Le prénom Martin n'a pas connu le même succès que des prénoms tels que Bernard ou Thomas au Moyen Âge. Aussi, sa fréquence comme nom de famille reste-t-elle obscure. Plusieurs études ont tenté de mettre en relation les noms de lieux Saint-Martin avec le patronyme Martin pour l'expliquer, mais leurs conclusions montrent qu'ils ne coïncident pas réellement avec leur répartition.

## Variantes

### Variantes linguistiques
- allemand : Martin ;
- anglais : Martin, hypocoristiques Mart, Marty ;
- arabe : مارتن (Mārtin) ;
- bas-allemand : Merten ;
- basque : Mattin ;
- breton : Marzin ;
- castillan : Martín ;
- catalan : Martí ;
- corse : Martinu ;
- chinois : Mādìng;
- danois : Morten ;
- finnois : Martti ;
- gaélique d'Écosse : Màrtainn ;
- hongrois : Márton ;
- irlandais : Máirtín, Mártan ;
- italien : Martino
- letton : Mārtiņš, Marts ;
- māori : Mātene ;
- néerlandais : Maarten, Martijn ;
- norvégien : Morten ;
- occitan : Martin ;
- polonais : Marcin, hypocoristique Marcinek ;
- portugais : Martim ;
- russe : Мартын (Martýn) ;
- suédois : Mårten ;
- serbe : Мартин (Martin).

## Fêtes et Saints patrons
Saint Martin 
La fête consacrée a lieu le : 
- 11 novembre (en mémoire de Martin de Tours (+ 397), évêque (fêtes le 11 novembre et le 4 juillet). Martin était un légionnaire romain connu pour avoir offert la moitié de sa cape à un pauvre
- plus rarement les 3 novembre (Martin de Porres) et 11 décembre (bienheureux martyrs Martin de Saint-Nicolas et Melchior de Saint-Augustin)[4].

## Occurrence
En 2015, ce prénom est donné 2 124 fois, ce qui en fait le 29e prénom le plus donné en France.

## Histoire
Martin est un prénom répandu dans le monde latin.
Martinus (qui a donné naissance à Martin, Martino, etc.) ne semble attesté, dans l'onomastique romaine, qu'à partir du IVe siècle. Son usage s'est largement répandu dans le monde chrétien en raison de la notoriété acquise à la fin du IVe siècle par saint Martin de Tours, qui était originaire de la province romaine de Pannonie (actuelle Hongrie).

## Personnalités portant ce prénom
- Pour l'ensemble des articles sur les personnes portant ce prénom, consulter :
  - la liste des articles dont le titre commence par ce prénom
  - les listes produites par Wikidata : Liste des personnes de prénom « Martin » — même liste en incluant les éventuels prénoms composés qui contiennent « Martin ».

### Personnalités
- Martin L. Gore, musicien, Depeche Mode
- Martin ou Martinus, général byzantin
- Martin Guerre
- Martin, un prélat du Xe siècle successivement abbé de Saint-Cyprien de Poitiers, de Jumièges et de Saint-Jean-d'Angély
- Martin Luther
- Saint Martin
- Martin Scorsese

### Personnages de fiction
- Martin Prince, personnage de la série Les Simpson.
- Martin Guerre, personnage du film Le Retour de Martin Guerre avec Nathalie Baye et Gérard Depardieu.
- Martin Mystère, personnage de dessin animé de Martin Mystère.
- Martin Matin, personnage de dessin animé de Martin Matin.
- Martin "Marty" McFly, personnage du film Retour vers le futur avec Michael J. Fox et Christopher Lloyd.
- Martin, personnage du film Cars.
- Martin, compagnon de Candide, dans le roman éponyme.
- Martin Riggs, personnage de la série de films L'Arme fatale.
- Martin Squelette, surnom donné au squelette de la salle de sciences par un groupe de collégiens dans Les Disparus de Saint-Agil.

## Personnalités portant ce prénom comme pseudonyme
- Martin Winckler, pseudonyme de Marc Zaffran.